# Dr. Katz
Dr. Katz (Dr. Katz, Professional Therapist), es una serie de animación para adultos estadounidense originalmente emitida en Comedy Central desde el 28 de mayo de 1995 hasta el 24 de diciembre de 1999, finalizando con tres últimos episodios en 2002. La serie fue producida por Popular Arts Entertainment, Tom Snyder Productions y HBO Downtown Productions, con Jonathan Katz y Tom Snyder. Ganó un Premio de Peabody en 1998.
La serie fue animada por computadora en un estilo crudo y fácilmente reconocible producido con el software Squigglevision (un dispositivo que Snyder había empleado en su negocio de animación educativa), en el cual todas las personas y objetos animados están coloreados y tienen contornos constantemente ondulantes, mientras que la mayoría de los otros objetos inanimados son estáticos y usualmente de color gris.

## Argumento
Trata sobre el Dr. Johnathan Katz, un psicoterapeuta profesional (como menciona el título completo de esta serie). Dr. Katz tiene principalmente como pacientes estrellas, comediantes neuróticos, etc. frustrados o simplemente muy malos para lograr la fama que utilizan su diván para airear sus disparatados problemas. Katz también tiene sus propios problemas, se muestra la terapia de uno o dos pacientes a la par de los problemas familiares de la familia Katz, lo que terminan siempre por enviarle al bar del vecindario, donde se encuentra con sus amigos Stanley y Julie, la camarera.
Benjamin Katz (o simplemente Ben) es el único miembro de la familia, ya que su madre se separó de ellos. Ben no tiene trabajo y solo sale de su casa para ir al consultorio de su padre, en donde cruza unas palabras con su secretaria Laura, quien a pesar de las constantes insinuaciones de Ben, no le hace caso.

## Reparto
Nota: El doblaje de España también fue transmitido en Hispanoamérica.
| Personaje          | Reparto original (EE. UU.) | Reparto de voces España |
| ------------------ | -------------------------- | ----------------------- |
| Doctor Katz        | Jonathan Katz              | Abraham Aguilar         |
| Ben                | H. Jon Benjamin            | Iván Muelas             |
| Laura (secretaría) | Laura Silverman            | Ana María Marí          |
| Stanley            | Willy Le Bow               | Carlos Ysbert           |

## Emisiones
El primer episodio de Dr. Katz fue transmitido el 28 de mayo de 1995. Fueron producidos un total de 81 episodios, con la sexta y última temporada (de 18 episodios) saliendo al aire el 15 de junio de 1999. Solamente los primeros seis de los episodios finales fueron transmitidos en Comedy Central inmediatamente, aunque se transmitieron todos en otros canales a nivel internacional. Después de un retraso de cinco meses, otros nueve episodios se emitieron durante un maratón de Nochebuena. Los tres últimos episodios fueron transmitidos por primera vez en Estados Unidos el 13 de febrero de 2002, durante un evento llamado "Dr. Katz goes to the Final Three.".
El canal Locomotion estrenó la serie en 1997 y estuvo en emisión en dicho canal hasta julio de 2005, siendo la serie que más años estuvo al aire en dicha señal. Se transmitió con el doblaje de España, sin embargo, durante los primeros años que la serie estuvo en el canal, cuando era prácticamente exclusivo de DirecTV, se transmitió con un doblaje latinoamericano al español realizado en Venezuela en el cual Dr. Katz y Ben hablaban con un marcado acento argentino. En Brasil, Locomotion la emitió con doblaje al portugués realizado en Miami, mientras que el canal Multishow la transmitió en idioma original con subtítulos.
| Temporada | Temporada | Episodios | Emisión original      | Emisión original         |
| Temporada | Temporada | Episodios | Primera transmisión   | Última transmisión       |
| --------- | --------- | --------- | --------------------- | ------------------------ |
|           | 1         | 6         | 28 de mayo de 1995    | 2 de julio de 1995       |
|           | 2         | 13        | 15 de octubre de 1995 | 26 de mayo de 1996       |
|           | 3         | 13        | 6 de octubre de 1996  | 9 de marzo de 1997       |
|           | 4         | 13        | 9 de mayo de 1997     | 14 de septiembre de 1997 |
|           | 5         | 18        | 15 de junio de 1998   | 23 de noviembre de 1998  |
|           | 6         | 18        | 15 de junio de 1999   | 13 de febrero de 2002    |

## Datos de interés
- En un episodio de South Park (otra serie de Comedy Central) titulado "Verano de Basura", aparece Dr. Katz como terapeuta del Sr. Garrison.
- En el episodio 307 de Mr. Show, aparece Dr. Katz tocando la guitarra junto a Kedzie Matthews, marcando el final del episodio.
- En un episodio de Padre de Familia, "Salvando al soldado Brian", se muestra que Peter Griffin tiene como terapeuta a Dr. Katz.
- En Duckman, en el episodio "Das Sub", Duckman mira un retrato de Dr. Katz y dice: "Te miran a ti y saben qué es lo que quieren ver, me miran a mí y saben que es el canal equivocado".